# Gure Irratia
Gure Irratia (« Notre radio » en basque) est une station de radio française émettant depuis Ustaritz (Pyrénées-Atlantiques) à destination du Pays basque français. Elle dispose de deux fréquences en FM qui lui permettent de couvrir les principales villes de cette région culturelle, à commencer par les communes du « BAB » (Bayonne, Anglet et Biarritz).
Entièrement bascophone, elle se donne pour mission de promouvoir la langue et la culture basque, et se distingue par son antenne largement ouverte aux artistes basques, quelles que soient leur sensibilité (rock, pop, folk, rap...).
Elle appartient au groupement de radios d’expression basque « Euskal Irratiak », groupement dont elle est membre fondateur depuis 1997.

## Histoire
L’histoire de la station commence au moment de la libéralisation des ondes et de l’éclosion de milliers de radios libres. Portée par l’association Entzun Ikus, qui s’est donnée dès l’origine pour mission la « production et diffusion d’émissions en basque par tous moyens audiovisuels », elle voit le jour le 24 décembre 1981 et se veut un marqueur identitaire fort pour tous les Basques français. Basée à ses débuts à Villefranque, elle investit la bande FM de Bayonne et fait figure de pionnière en la matière — ses consœurs Irulegiko Irratia et Xiberoko Botza ne voient le jour qu’un an plus tard).
En 1986, les émissions en euskara se limitent encore à douze heures par jour en semaine et quinze heures le samedi. À la fin des années 1980, la station fonctionne grâce au travail d'une vingtaine de bénévoles et de quatre salariés, dont deux à temps plein. Son budget annuel, de l'ordre de 450 000 francs, est financé en grande partie par des dons de particuliers mais aussi d'institutions telles que Euskadi Irratia, la station de radio publique du gouvernement basque espagnol, dons complétés par des aides de l'état français.
Le 18 décembre 2005, la station quitte ses locaux historiques pour la ville d’Ustaritz. Afin de mener à bien ce projet, une campagne de levée de fonds est menée, passant par la vente d’un DVD relatant l’histoire de la station, d’un CD regroupant quelques-uns des plus grands noms de la scène basque (« Gure Irratia zure rock and rolla ») et l’organisation d’un concert, actions qui lui permettent de rassembler près de 40 000 € afin de concrétiser son projet. De fait, Gure Irratia est une radio associative, fonctionnant essentiellement grâce à une équipe de bénévoles et aux dons consentis par ses auditeurs.
Gure Irratia peut être écoutée dans une grande partie du département des Pyrénées-Atlantiques ainsi que dans le sud des Landes (Dax). Elle est également disponible partout dans le monde en streaming sur internet.